# Thiirane
Le thiirane, ou sulfure d'éthylène, est un composé organique cyclique de formule C2H4S. Il est le plus petit hétérocycle contenant du soufre, il est aussi le composé parent des épisulfures. Comme beaucoup d'organo-sulfurés, ce composé sent très mauvais.

## Propriétés physico-chimique
Le thiirane s'additionne sur les amines pour produire des (2-thioéthyl)amines :
C2H4S + R2NH → R2NCH2CH2SH

## Production et synthèse
Le thiirane est préparé par réaction entre le carbonate d'éthylène et du thiocyanate de potassium (KSCN) anhydre. À cette fin, le KSCN est tout d'abord fondu sous vide pour éliminer toute trace d'eau :
KSCN + C2H4O2CO → KOCN + C2H4S + CO2
D'autres méthodes de préparation incluent: